# Černochov
Černochov, ungarisch Csarnahó (bis 1927 slowakisch „Černahov“; ungarisch älter auch Csernahó) ist eine Gemeinde im Osten der Slowakei mit 187 Einwohnern (Stand 31. Dezember 2024), die zum Okres Trebišov, einem Kreis des Košický kraj, gehört. Sie ist Teil der traditionellen Landschaft Zemplín.

## Geographie
Die Gemeinde befindet sich im südlichen Teil des Ostslowakischen Tieflands, am südwestlichen Hang des Kleingebirges Zemplínske vrchy. Um den Ort herum sind mehrere Weingärten im slowakischen Tokajer Weingebiet angelegt. Das Ortszentrum liegt auf einer Höhe von 175 m n.m. und ist 28 Kilometer von Trebišov entfernt.
Nachbargemeinden sind Cejkov im Norden und Osten, Viničky im Südosten, Bara im Süden und Südwesten und Malá Tŕňa im Westen.

## Geschichte

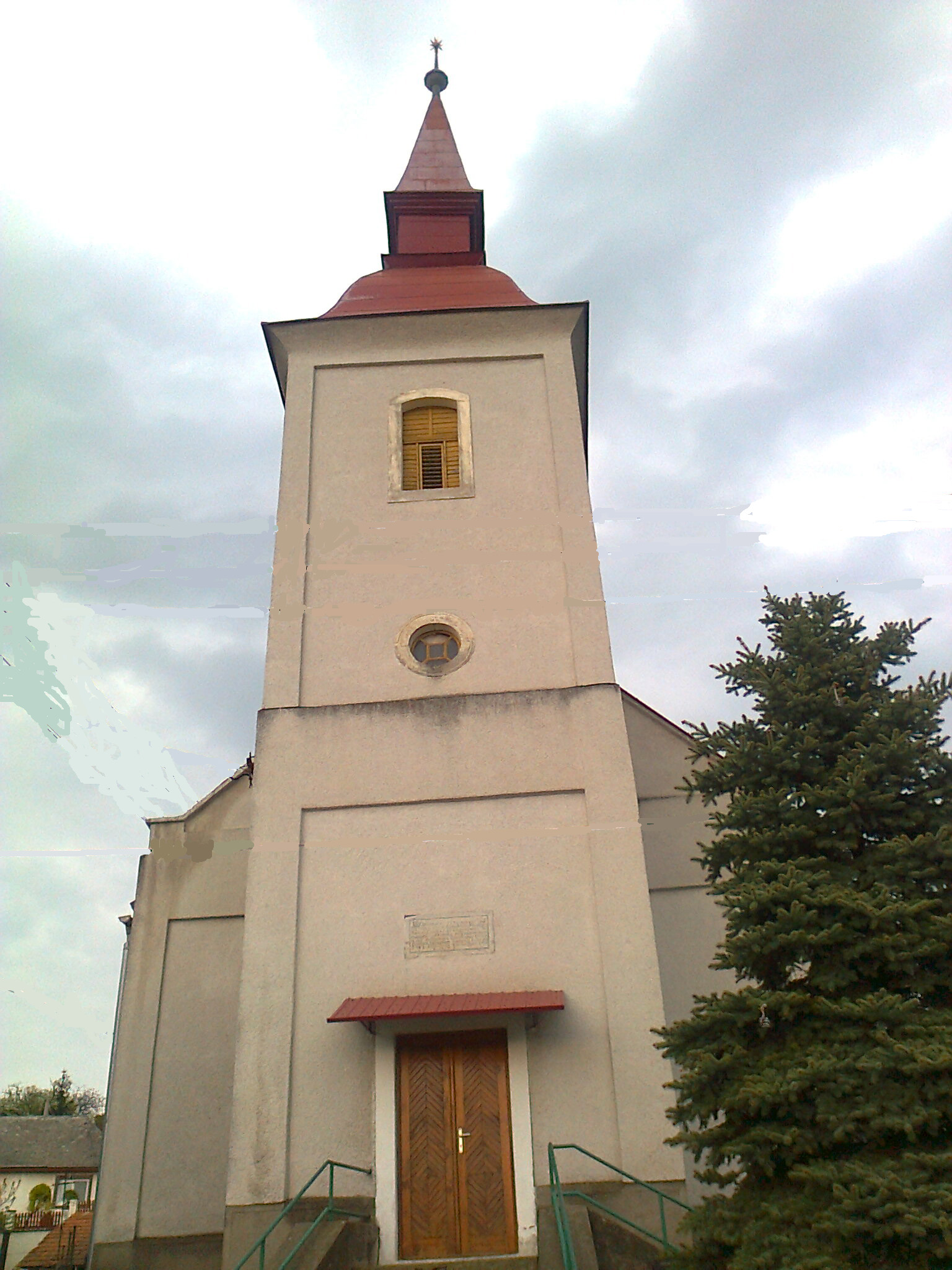
Reformierte Kirche

Černochov wurde zum ersten Mal 1298 als Chenohou schriftlich erwähnt, weitere historische Bezeichnungen sind unter anderen Chrnazo (1475) und Cžernahow (1773). Das Dorf hat im Laufe der Jahrhunderte häufig die Gutsherren gewechselt, so war es im späten 15. Jahrhundert Besitz der Familien Rozgonyi, im 16. Jahrhundert der Familien Palóczi, Dobo und Perényi, zudem lag es teilweise in der Herrschaft von Sárospatak.
1557 wurden sechs Porta verzeichnet, 1715 gab es Weingärten und 15 Haushalte. 1787 hatte die Ortschaft 69 Häuser und 386 Einwohner (damals Besitz der Kammer), 1828 zählte man 53 Häuser und 397 Einwohner, die als Kirschbauern, Landwirte und Winzer tätig waren.
Bis 1918/1919 gehörte der im Komitat Semplin liegende Ort zum Königreich Ungarn und kam danach zur Tschechoslowakei beziehungsweise heutigen Slowakei. Auf Grund des Ersten Wiener Schiedsspruchs war der Ort von 1938 bis 1944 noch einmal Teil Ungarns.

## Bevölkerung
| Jahr                | 1994 | 2004    | 2014    | 2024    |
| ------------------- | ---- | ------- | ------- | ------- |
| Anzahl der Personen | 238  | 223     | 203     | 187     |
| Unterschied         |      | −6,30 % | −8,96 % | −7,88 % |

| Jahr                | 2023 | 2024    |
| ------------------- | ---- | ------- |
| Anzahl der Personen | 184  | 187     |
| Unterschied         |      | +1,63 % |

Nach der Volkszählung 2011 wohnten in Černochov 208 Einwohner, davon 135 Magyaren und 72 Slowaken. Ein Einwohner machte keine Angabe zur Ethnie.
160 Einwohner bekannten sich zur reformierten Kirche, 17 Einwohner zu den Zeugen Jehovas, 11 Einwohner zur römisch-katholischen Kirche, sechs Einwohner zur griechisch-katholischen Kirche sowie jeweils ein Einwohner zur Evangelischen Kirche A. B. und zur orthodoxen Kirche. Sieben Einwohner waren konfessionslos und bei fünf Einwohnern wurde die Konfession nicht ermittelt.

## Bauwerke und Denkmäler
- reformierte (calvinistische) Kirche im klassizistischen Stil aus dem Jahr 1793, der Turm wurde erst im 19. Jahrhundert gebaut[6]

## Verkehr
Nach Černochov führt nur die Cesta III. triedy 3669 („Straße 3. Ordnung“) als Abzweig der Cesta III. triedy 3667 zwischen Borša und Zemplínske Jastrabie. Der nächste Bahnanschluss ist in Borša an der Bahnstrecke Čierna nad Tisou–Košice.